# Hoepertingen
Houpertange, en néerlandais Hoepertingen, est une section de la ville belge de Tongres-Looz située en Région flamande dans la province de Limbourg. C'était une commune à part entière avant la fusion des communes de 1977.

## Toponymie
Hubertingis (1139), Hubertinges (1139), Hubertinge (1155), Hubertingen (1213), Hubertinken (1213), Hubretenges (1216), Hubertenges (1218), Hubertengen (1218), Huberthynken (1218), Hvberthenken (1221), Hubertinge (1224)

## Histoire
Hoepertingen était jadis un des huit villages faisant partie de ce qu’on appelait les « Terres de rédemption ».

## Démographie

### Évolution démographique
- Sources : INS, Rem. : 1831 jusqu'en 1970 = recensements, 1976 = nombre d'habitants au 31 décembre[4].